# Gerade Querstraße

Der heutige Verlauf der Geraden Querstraße, rot markiert

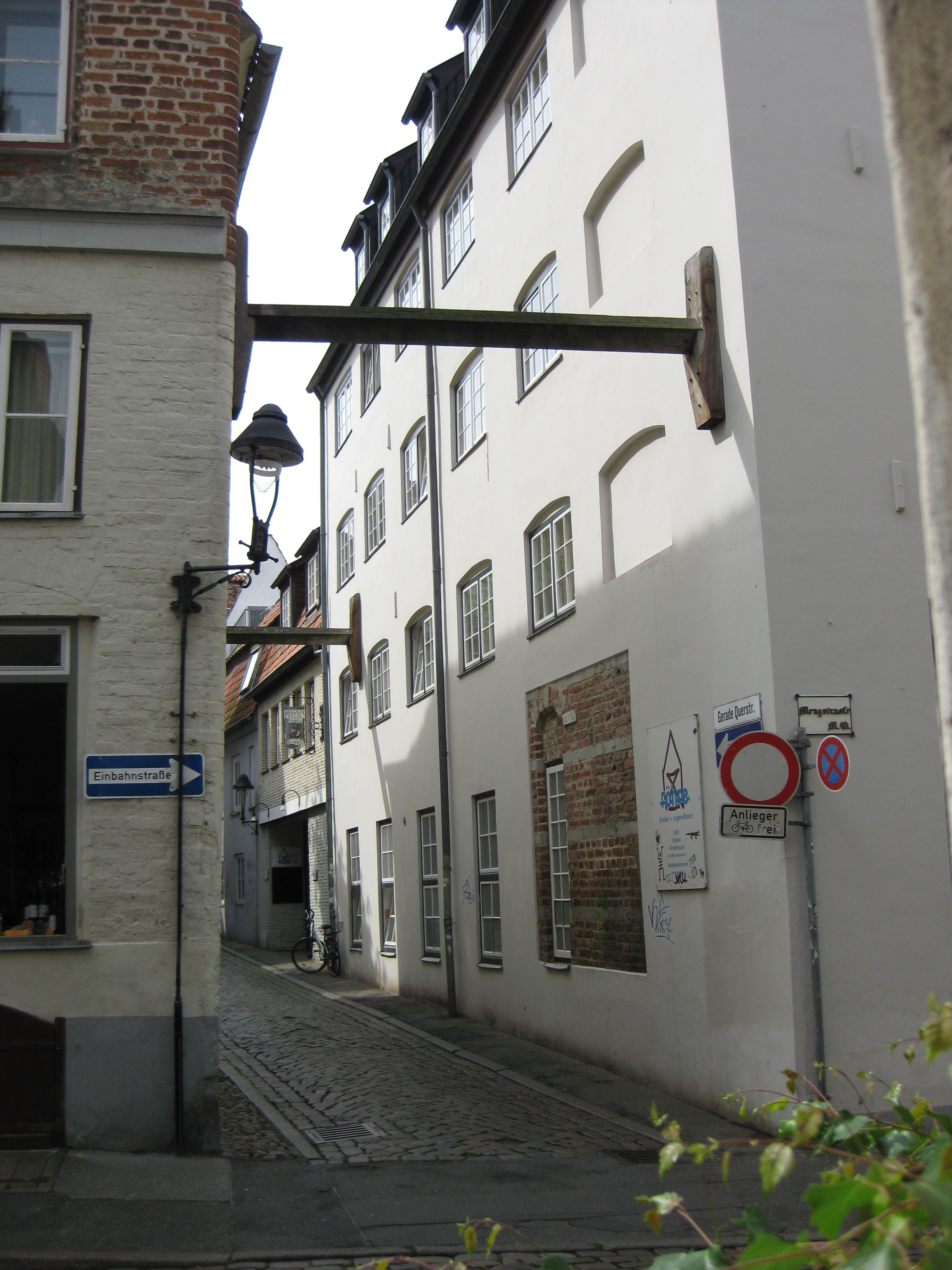
Blick in den nördlichen Teil der Geraden Querstraße von der Mengstraße

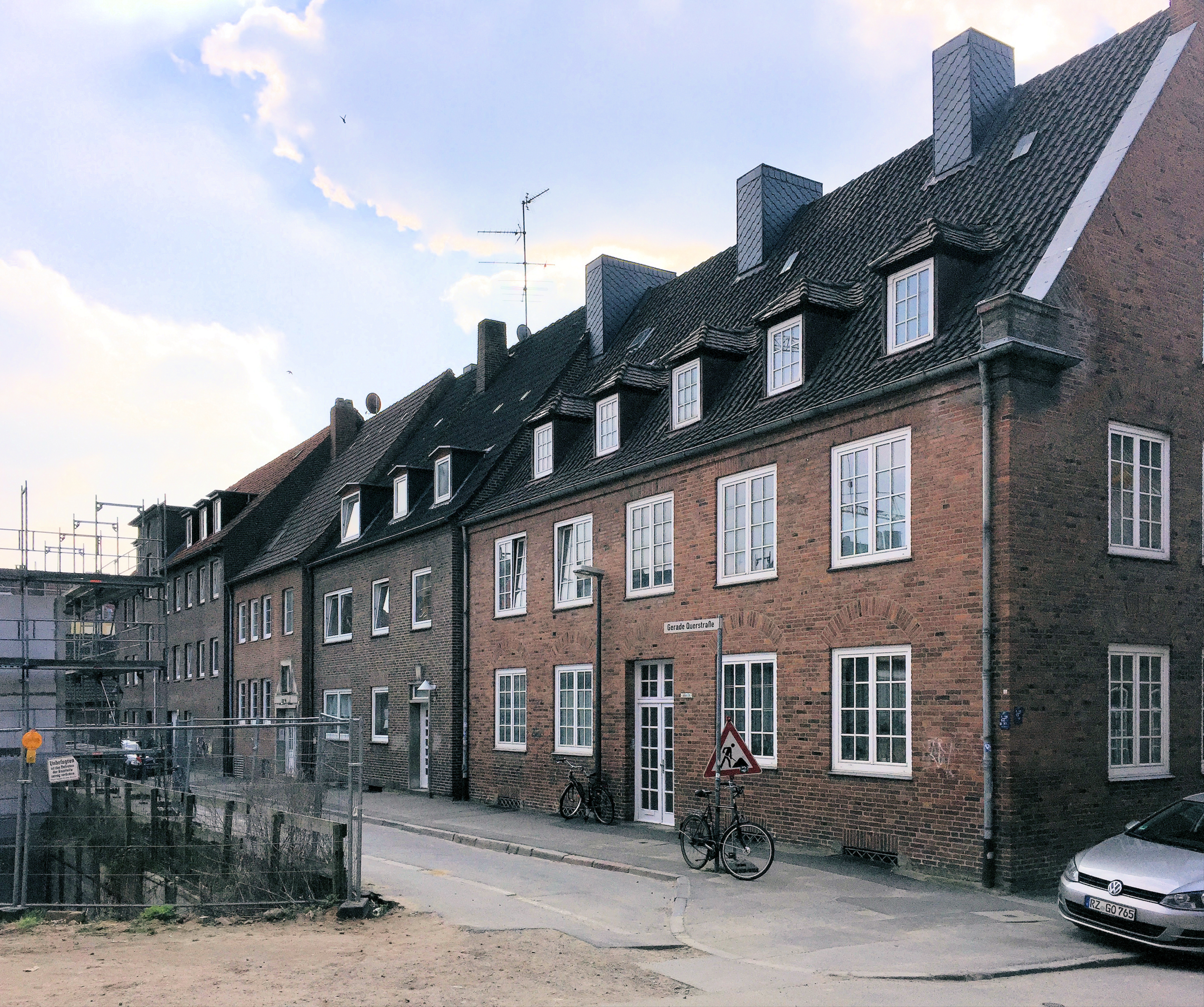
Der südliche Teil der Geraden Querstraße von der Alfstraße aus gesehen

Die Gerade Querstraße ist eine Straße in der Lübecker Altstadt.

## Lage
Die etwa 120 Meter lange Gerade Querstraße befindet sich im Marien Quartier am westlichen Rand der Altstadtinsel und verläuft in Nord-Süd-Richtung. Sie beginnt an der Mengstraße, gegenüber der Einmündung der Siebenten Querstraße, kreuzt auf halbem Wege die Alfstraße und endet an der Fischstraße.

## Geschichte
Die ursprüngliche Gerade Querstraße bestand nur aus dem nördlichen Teil zwischen Mengstraße und Alfstraße. Der heutige südliche Abschnitt von der Alfstraße bis zur Fischstraße war bis 1956 eine eigenständige Straße mit dem Namen Krumme Querstraße.
Erstmals urkundlich erwähnt wird die Gerade Querstraße 1412 mit der niederdeutsch-lateinischen Mischbezeichnung Dwerstrate inter plateam Adolphi et plateam Mengonis (Querstraße zwischen Alfstraße und Mengstraße). Für 1700 ist auf einem Stadtplan der Name Rabanderstraße verzeichnet, 1783 wird sie in einer Zeitungsanzeige Halsentzwei genannt. 1852 wird der Name amtlich als Grade Dwasstraße festgelegt, aber bereits 1884 in die hochdeutsche Fassung geändert, die bis heute gültig ist.
Die ursprünglich nicht direkt an die Gerade Querstraße anschließende Krumme Querstraße wurde nach ihrer völligen Zerstörung beim Luftangriff vom 29. März 1942 im Zuge ihres Wiederaufbaus mit verändertem Verlauf 1956 aufgehoben und der Geraden Querstraße als südliche Verlängerung zugeschlagen.

## Bauwerke
Die Bebauung wird im historischen Teil zwischen Mengstraße und Alfstraße durch die Traufseiten der vier historischen Eckhäuser bestimmt. Das sind das Backhaus Alfstraße 32, die historische Fabrik von 1775 sowie in der Mengstraße die Jugendherberge.